# Icosidesmus barathrodes
Icosidesmus barathrodes är en mångfotingart som beskrevs av Johns 1964. Icosidesmus barathrodes ingår i släktet Icosidesmus och familjen Dalodesmidae. Inga underarter finns listade i Catalogue of Life.